# Jerzy Bohdan Karski
Jerzy Bohdan Karski (zm. 18 kwietnia 2009) – polski chirurg, dr hab.

## Życiorys
Obronił pracę doktorską, 27 kwietnia 2005 habilitował się na podstawie pracy zatytułowanej Polityka zdrowotna samorządu terytorialnego w świetle przepisów i doświadczeń Unii Europejskiej. Został zatrudniony na stanowisku kierownika w Zakładzie Zdrowia Publicznego na Wydziale Nauki o Zdrowiu z Oddziałem Pielęgniarstwa, Oddziałem Zdrowia Publicznego i Oddziałem Dietetyki Warszawskiego Uniwersytetu Medycznego.
Zmarł 18 kwietnia 2009.